# Atarba bulbifera
Atarba bulbifera är en tvåvingeart som beskrevs av Alexander 1943. Atarba bulbifera ingår i släktet Atarba och familjen småharkrankar.
Artens utbredningsområde är Peru. Inga underarter finns listade i Catalogue of Life.